# بانیو (الیه)
بانیو (به فرانسوی: Bagneux) یک کمون (فرانسه) در فرانسه است که در canton of Moulins-Ouest واقع شده‌است. بانیو ۲۴٫۸۷ کیلومتر مربع مساحت دارد ۲۱۲ متر بالاتر از سطح دریا واقع شده‌است.